# Aerobryopsis spurio-convolvens
Aerobryopsis spurio-convolvens är en bladmossart som beskrevs av Brotherus 1906. Aerobryopsis spurio-convolvens ingår i släktet Aerobryopsis och familjen Meteoriaceae. Inga underarter finns listade i Catalogue of Life.